# Хромбук
Хромбу́к (англ. Chromebook) — ноутбук або планшет з обмеженими можливостями виробництва фірми Google, що працює на операційній системі Chrome OS. Призначений для використання, насамперед, при підключенні до мережі інтернету, з більшістю додатків і даних, що розміщені на «хмарі». Хромбук є прикладом тонкого клієнта. Головною особливістю цих комп’ютерів є короткий час запуску.
У травні 2011 року на конференції Google I/O була запропонована модель перших хромбуків Google Cr-48. Компанії Acer Inc. і Samsung також оголосили про випуск для продажу перших хромбуків, а 15 червня 2011 року розпочалося їх постачання.
29 травня 2012 року компанія Samsung запропонувала настільну версію такого роду пристроїв, які дістали назву хромбокс (Chromebox).
На початку 2013 року вийшли на ринок хромбуки від компаній Lenovo, Hewlett-Packard і Google. Хромбук фірми Google — Chromebook Pixel мав сенсорний екран зі зворотним тактильним зв’язком.

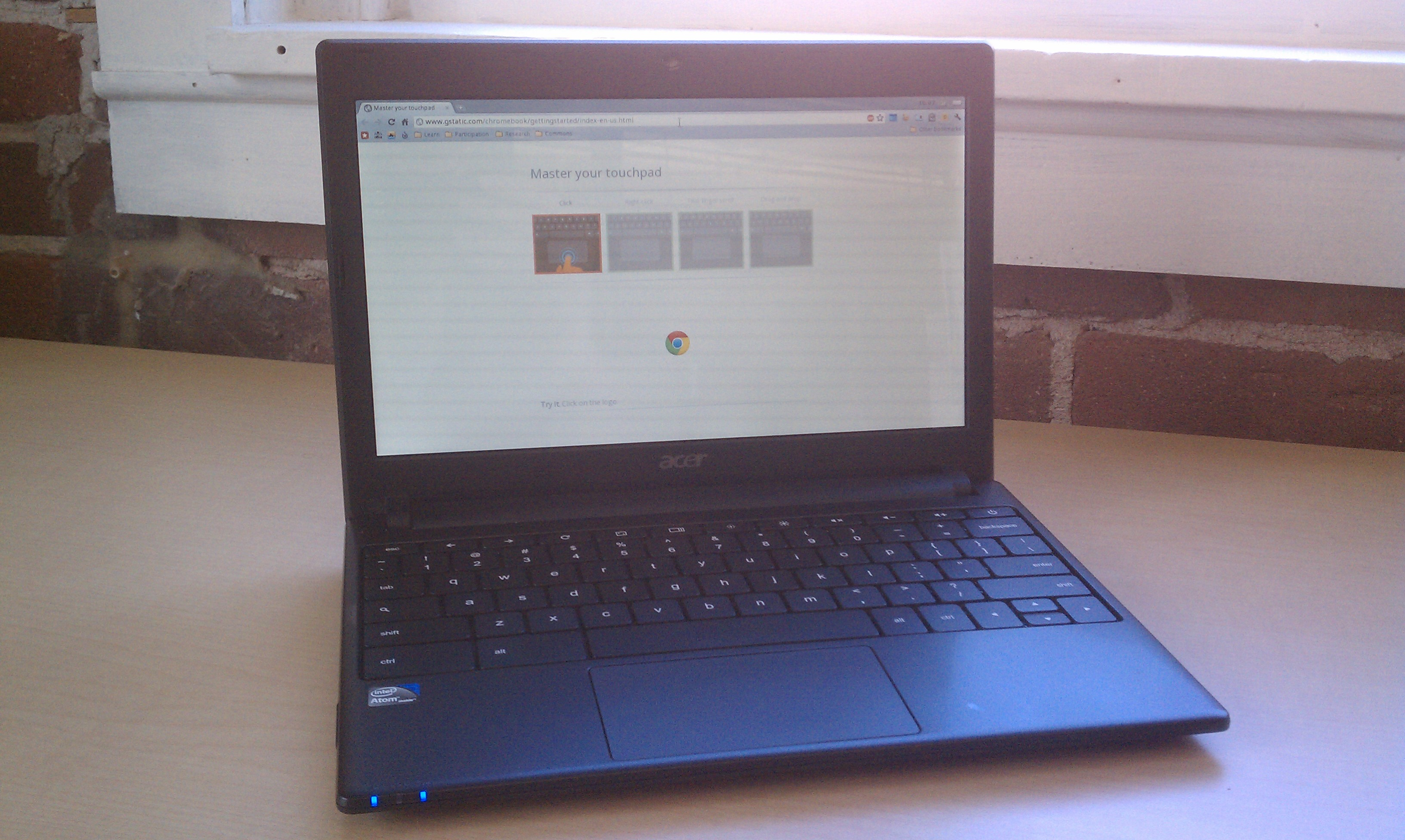
Хромбук фірми Acer
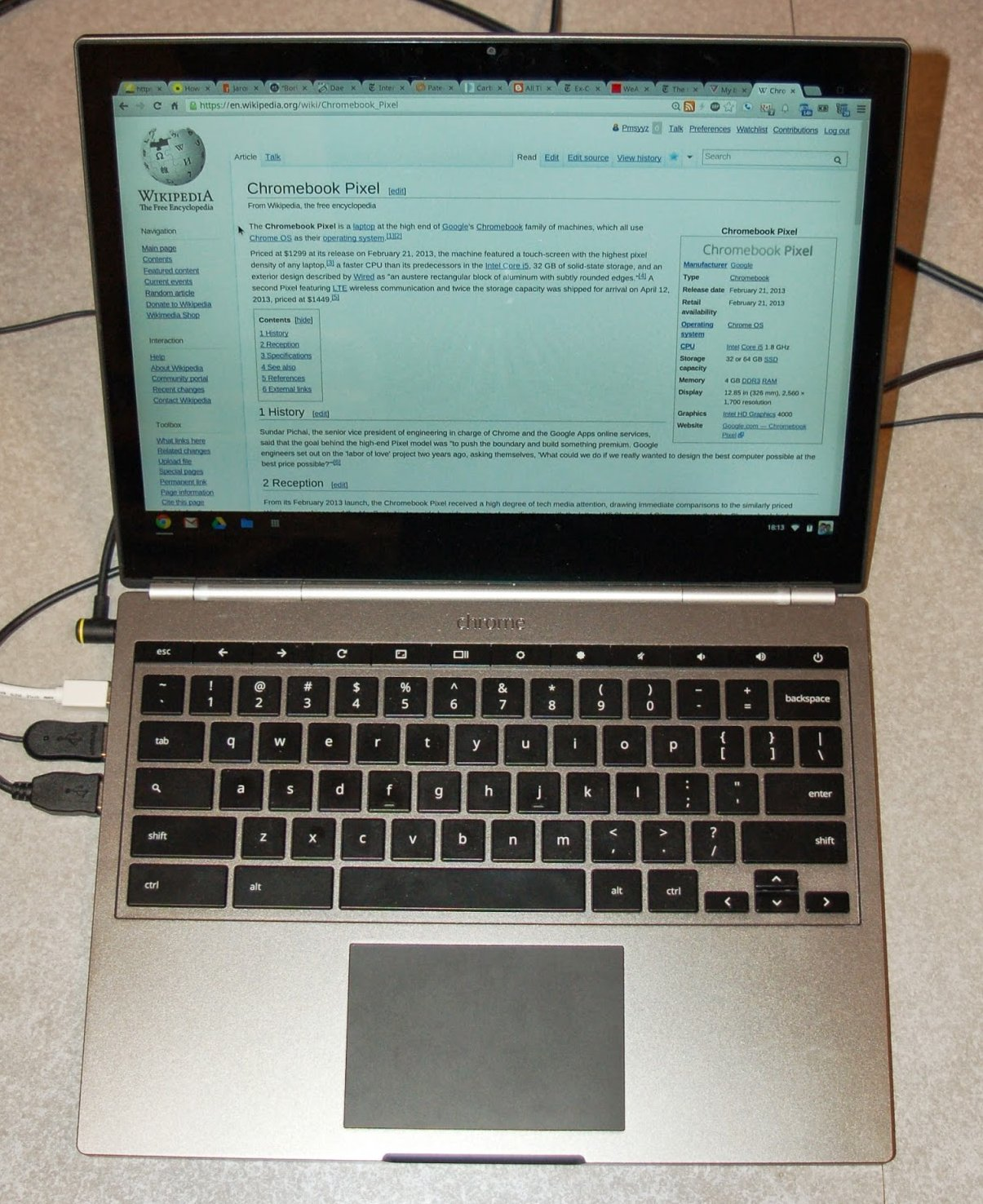
Chromebook Pixel фірми Google

## Див.також
- Операційна система Хром (ОС Хром)